# Sandrine Anglade
Sandrine Anglade est une metteuse en scène française de théâtre et d'opéra.

## Biographie
Sandrine Anglade sait très vite qu'elle veut faire du théâtre : elle joue et monte des pièces à partir de 10 ans.

### Etudes
Elle fait des études littéraires et une thèse de doctorat sur la critique dramatique et musicale.
Durant son stage à l'Opéra Bastille, elle fait la connaissance de Jérôme Deschamps, avant de s'intégrer à l'Académie expérimentale des théâtres sous la direction de Georges Banu. Cette expérience lui permet d'observer le travail de metteurs en scène de renom tels que Lev Dodine, Ariane Mnouchkine, Jean-Louis Hourdin, et Andreï Serban. Elle collabore étroitement avec ce dernier sur plusieurs spectacles et travaille également en tant qu'assistante pour Jean-Pierre Miquel.

### Parcours professionnel
De 1995 à 2001, Sandrine Anglade commence sa carrière en tant qu'assistante d'Andrei Serban et de Jean‐Pierre Miquel. 
À partir de 1999, elle oriente sa carrière entre théâtre et opéra en réalisant sa première mise en scène avec Le Viol de Lucrèce à l'Opéra de Nantes, suivie par Roméo et Juliette de Gounod à l'Opéra de Bordeaux,. 
En 2001, Sandrine Anglade débute dans le monde du théâtre en mettant en scène La Mère confidente de Marivaux au Vieux-Colombier. Cette première expérience marque le début d'une série de projets variés, y compris L'Opéra savon, Solness le constructeur, et L'Oiseau vert. 
Peu de temps après, l'envie de Sandrine Anglade de créer sa propre troupe se concrétise, envisageant cette initiative comme un lieu d'intégration des aspects artistiques, humains et économiques de son œuvre. 
Ainsi, en 2003, elle établit la Compagnie Sandrine Anglade, un ensemble artistique qui explore à la fois le théâtre et l'opéra. Cette compagnie s'engage à estomper les limites entre les différents genres artistiques, fusionnant le théâtre, la musique et le mouvement dans le but de produire des spectacles scéniques distincts et innovants.
Depuis 2011, elle est reconnue comme artiste associée à la Scène Nationale‐Théâtre Musical de Besançon et bénéficie du soutien du Centre de Création et de Production de la Maison de la Culture de Nevers et de la Nièvre.

## Réalisations
- 1999 : Le Viol de Lucrèce de Benjamin Britten, Opéra de Nantes[2].
- 2000 : Hänsel und Gretel d'Engelbert Humperdinck, Opéra de Limoges
- 2000 : Roméo et Juliette de Charles Gounod, Opéra national de Bordeaux
- 2000 : La Vie parisienne de Jacques Offenbach
- 2001 : La Mère confidente de Marivaux, Théâtre du Vieux Colombier
- 2002 : Cosi fan tutte de Mozart, Opéra de Tours
- 2002 : Ciboulette de Reynaldo Hahn, Opéra de Maastricht
- 2002 : Opéra Savon de Jean-Daniel Magnin, Comédie Française Théâtre du Vieux-Colombier
- 2003 : La Reine des glaces de Julien Joubert, Opéra Bastille
- 2003 : Tour d’Ecrou de Benjamin Britten pour l'inauguration d’Angers-Nantes Opéra
- 2004-2005 : Tamerlano de Haendel, Opéras de Lille, Bordeaux et Caen
- 2004-2005 : Le Petit Roi du Temple, de Mozart et Jean-Daniel Magnin avec la Maîtrise des Hauts-de-Seine Opéras de Lille et de Massy
- 2006 : Monsieur de Pourceaugnac, une comédie ballet de Molière et Lully, Création CDN et Opéra de Limoges
- 2006-2007 : La Fabula di Orfeo de Poliziano, Création à la Fondation Royaumont
- 2007 : L'Italienne à Alger de Gioachino Rossini, création Opéra de Lille
- 2008 : Le Voyage de Pinocchio d'après Carlo Collodi, Théâtre de Cachan
- 2009 : Le Médecin malgré lui de Charles Gounod, livret Jules Barbier et Michel Carré d'après la pièce éponyme de Molière, Création Maison de la culture Amiens - Fondation Royaumont
- 2010 : L'Amour des trois oranges de Sergueï Prokofiev, Opéra de Dijon
- 2010 : L'Oiseau vert de Carlo Gozzi, création Opéra et CDN de Dijon
- 2012 : L'Occasione Fa il Ladro de Rossini, Opéra national du Rhin
- 2012 : Le Roi du bois[5] de Pierre Michon, Théâtre 71 Scène nationale de Malakoff avec Jacques Bonnaffé
- 2013 : Le Cid de Pierre Corneille, Maison de la Culture de Nevers et de la Nièvre
- 2020 : Jingle de Violaine Schwartz, Théâtre Jacques Carat à Cachan
- 2020 : La Tempête de William Shakespeare, Scène Nationale du Sud-Acquitain à Bayonne.